# Phyllomydas scitulus
Phyllomydas scitulus är en tvåvingeart som först beskrevs av Samuel Wendell Williston  1886.  Phyllomydas scitulus ingår i släktet Phyllomydas och familjen Mydidae. Inga underarter finns listade i Catalogue of Life.